# Autosticha
Autosticha (лат.) — род молевидных бабочек (Autostichidae, Gelechioidea). 

## Описание
Обычно у этих бабочек вторая и третья жилки переднего крыла выходят из общего стебля. Лабиальные щупики обычно сужаются от второго сегмента и заканчиваются заостренным концом. Род Autosticha можно отличить по голове с прижатой чешуей и скапусом усика без пектена, а также по жёлтому переднему крылу с тёмными дисковыми, дискоцеллюлярными, пликальными и торнальными пятнами; в гениталиях самцов — ункус булавовидный или конический у большинства видов, а круговой гнатос иногда с очень короткой или нечеткой мезиальной пластинкой.
Род Autosticha внешне сходен с родами Apethistis  Meyrick, 1908 и Punctulata  Wang, 2006. Его можно отличить от Apethistis по не раздвоенному ункусу, тогда как у Apethistis он раздвоен дистально.  Его можно отличить от Punctulata по наличию гнатоса, который отсутствует у Punctulata.

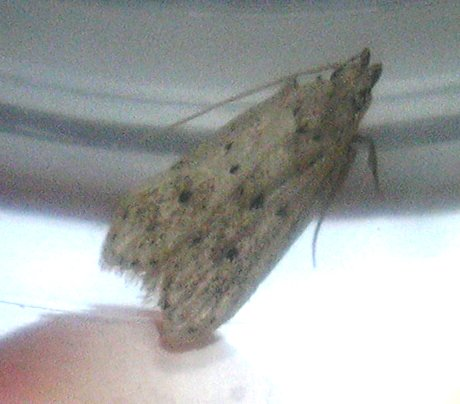
Autosticha pelodes

## Классификация
Описано около 100 видов, часть из которых может принадлежать другим родам подсемейства Autostichinae. Ранее Autostichinae относили либо к семейству ширококрылых молей Oecophoridae, либо к выемчатокрылым молям Gelechiidae, а в последнее время выделяют в отдельное семейство Autostichidae. Autosticha это типовой род своего подсемейства и Autostichidae. Первоначально этот род назывался Automola, но это название правильно относится к роду мух в семействе Richardiidae. В Китае и на Тайване около 30 видов.
Сейчас сюда включены несколько изначально отдельных родов, и хотя большинство из них, вероятно, даже не подходят в качестве подродов, некоторые виды, включенные в Autosticha, исторически были отнесены к совершенно другим линиям Gelechioidea, например, к Lecithoceridae или Xyloryctidae.
- Autosticha academica Meyrick, 1922
- Autosticha acharacta Meyrick, 1918
- Autosticha affixella (Walker, 1864)
- Autosticha angustivalva Tao et al., 2021
- Autosticha annulata Tao et al., 2021
- Autosticha ansata Meyrick, 1931
- Autosticha apicilata Tao et al., 2021
- Autosticha aspasta Meyrick, 1908
- Autosticha arcivalvaris S.X.Wang, 2004
- Autosticha aureolata Meyrick, 1908
- Autosticha auriculata Tao et al., 2021
- Autosticha authaema (Meyrick, 1906)
- Autosticha auxodelta Meyrick, 1916
- Autosticha bacilliformis S.X.Wang, 2004
- Autosticha banauscopa (Meyrick, 1929)
- Autosticha basiprocessa Tao et al., 2021
- Autosticha bilobella Park & Wu, 2003
- Autosticha binaria Meyrick, 1908
- Autosticha bomiensis Tao et al., 2021
- Autosticha calceata Meyrick, 1908
- Autosticha chernetis (Meyrick, 1906)
- Autosticha chishuiensis S.X.Wang, 2004
- Autosticha chlorodelta (Meyrick, 1906)
- Autosticha cipingensis S.X.Wang, 2004
- Autosticha complexivalvula S.X.Wang, 2004
- Autosticha conciliata Meyrick, 1918
- Autosticha conjugipunctata S.X.Wang, 2004
- Autosticha consimilis Park & Wu, 2003
- Autosticha cordiformis Park & Wu, 2003[1]
- Autosticha crocothicta Meyrick, 1916
- Autosticha cuspidata Park & Wu, 2003
- Autosticha dayuensis Park & Wu, 2003
- Autosticha deductella (Walker, 1864)
- Autosticha demetrias Meyrick, 1908
- Autosticha demias Meyrick, 1886
- Autosticha demotica Meyrick, 1908
- Autosticha dianeura Meyrick, 1939
- Autosticha dimochla Meyrick, 1935
- Autosticha emmetra Meyrick, 1921
- Autosticha encycota Meyrick, 1922
- Autosticha enervata Meyrick, 1929
- Autosticha euryterma Meyrick, 1920
- Autosticha exemplaris Meyrick, 1916
- Autosticha fallaciosa S.X.Wang, 2004
- Autosticha flabellata Tao et al., 2021
- Autosticha flavescens Meyrick, 1916
- Autosticha flavida S.X.Wang, 2004
- Autosticha furcillata Tao et al., 2021
- Autosticha guangdongensis Park & Wu, 2003
- Autosticha guttulata Meyrick, 1925
- Autosticha hainanica Park & Wu, 2003
- Autosticha heteromalla S.X.Wang, 2004
- Autosticha imitativa Ueda, 1997
- Autosticha iterata Meyrick, 1916
- Autosticha kyotensis (Matsumura, 1931)
- Autosticha latiuncusa Park & Wu, 2003
- Autosticha leucoptera J. F. G. Clarke, 1986
- Autosticha leukosa Park & Wu, 2003
- Autosticha longispina Tao et al., 2021
- Autosticha lushanensis Park & Wu, 2003
- Autosticha maculosa S.X.Wang, 2004
- Autosticha menglunica S.X.Wang, 2004
- Autosticha merista Clarke, 1971
- Autosticha microphilodema S.X.Wang, 2004
- Autosticha mingchrica Park & Wu, 2003
- Autosticha mirabilis S.X.Wang, 2004
- Autosticha modicella (Christoph, 1882)
- Autosticha nanchangensis S.X.Wang, 2004
- Autosticha naulychna Meyrick, 1908
- Autosticha nothriforme (Walsingham, 1897)
- Autosticha nothropis Meyrick, 1921
- Autosticha ornithorhyncha Tao et al., 2021
- Autosticha oxyacantha S.X.Wang, 2004
- Autosticha pachysticta (Meyrick, 1936)
- Autosticha pelaea Meyrick, 1908
- Autosticha pelodes (Meyrick, 1883)
- Autosticha pentagona Park & Wu, 2003
- Autosticha perixantha Meyrick, 1914
- Autosticha petrotoma Meyrick, 1916
- Autosticha phaulodes Meyrick, 1908
- Autosticha protypa Meyrick, 1908
- Autosticha pyungyangenis Park & Wu, 2003
- Autosticha rectipunctata S.X.Wang, 2004
- Autosticha relaxata Meyrick, 1916
- Autosticha rhombea Tao et al., 2021
- Autosticha semicircularia Tao et al., 2021
- Autosticha shenae S.X.Wang, 2004
- Autosticha shexianica S.X.Wang, 2004
- Autosticha siccivora Meyrick, 1935
- Autosticha sichunica Park & Wu, 2003
- Autosticha silacea Bradley, 1962
- Autosticha sinica Park & Wu, 2003
- Autosticha solita Meyrick, 1923
- Autosticha solomonensis Bradley, 1957
- Autosticha spilochorda Meyrick, 1916
- Autosticha squarrosa S.X.Wang, 2004
- Autosticha stagmatopis Meyrick, 1923
- Autosticha strenuella (Walker, 1864)
- Autosticha suwonensis Park & Wu, 2003
- Autosticha symmetra (Turner, 1919)
- Autosticha tachytoma  (Meyrick, 1935) (= Cynicocrates)[1]
- Autosticha taiwana Park & Wu, 2003
- Autosticha tetrapeda Meyrick, 1908
- Autosticha tetragonopa (Meyrick, 1935)
- Autosticha thermopis Meyrick, 1923
- Autosticha tianmushana S.X.Wang, 2004
- Autosticha trapeziformis Tao et al., 2021
- Autosticha triangulimaculella (Caradja, 1928)
- Autosticha truncicola Ueda, 1997
- Autosticha turriformis Tao et al., 2021
- Autosticha valvidentata S.X.Wang, 2004
- Autosticha valvifida S.X.Wang, 2004
- Autosticha ventericoncava Tao et al., 2021
- Autosticha vicularis Meyrick, 1911
- Autosticha wufengensis S.X.Wang, 2004
- Autosticha xanthographa Meyrick, 1916